# Cantone di Bavella
Il Cantone di Bavella è una divisione amministrativa del dipartimento della Corsica del Sud, compreso nell'Arrondissement di Sartena.
È stato creato a seguito della riforma approvata con decreto del 24 febbraio 2014, che ha avuto attuazione dopo le elezioni dipartimentali del 2015, e comprende 5 comuni, oltre ad una parte del comune di Porto Vecchio:
- Conca
- Lecci
- San Gavino di Carbini
- Sari-Solenzara
- Zonza